# Vladimir Orlando Cardoso de Araújo Filho
Vladimir Orlando Cardoso de Araújo Filho (Ipiaú, Bahia, Brasil, 16 de julio de 1989), más conocido como Vladimir, es un futbolista brasileño. Juega de portero y su actual equipo es el Atlético Goianiense.

## Clubes
| Club                               | País   | Temporadas |
| ---------------------------------- | ------ | ---------- |
| Santos                             | Brasil | 2009-2025  |
| Fortaleza Esporte Clube (préstamo) | Brasil | 2009       |
| Avaí (préstamo)                    | Brasil | 2019       |
| Guarani (préstamo)                 | Brasil | 2024       |
| Atlético Goianiense                | Brasil | 2025-      |

## Palmarés

### Campeonatos Regionales
| Título                 | Club      | País   | Año  |
| ---------------------- | --------- | ------ | ---- |
| Campeonato Cearense    | Fortaleza | Brasil | 2010 |
| Campeonato Paulista    | Santos    | Brasil | 2011 |
| Campeonato Paulista    | Santos    | Brasil | 2012 |
| Campeonato Paulista    | Santos    | Brasil | 2015 |
| Campeonato Paulista    | Santos    | Brasil | 2016 |
| Campeonato Catarinense | Avaí      | Brasil | 2019 |

- Datos: Q3291857
- Multimedia: Vladimir Orlando Cardoso de Araújo Filho / Q3291857